# Третий убийца
Третий убийца (англ. Third Murderer) — эпизодический персонаж трагедии Уильяма Шекспира «Макбет». Несмотря на совсем маленькую роль в пьесе (появляется только в одной сцене — III, 3 — и произносит шесть коротких реплик), привлёк к себе заметное внимание критиков.

## Роль в пьесе
Интерес к Третьему убийце вызван тем, что загадочно само его появление, в котором не видно сюжетной необходимости.
В одной из предыдущих сцен — III, 1 — протагонист, Макбет, договаривается с Первым и Вторым убийцами об устранении Банко и его сына Флиенса. Когда, однако, приходит время исполнить этот план, к двум убийцам неожиданно как для них, так и для зрителей присоединяется некий дополнительный персонаж:

— Тебя-то кто прислал сюда?

                — Макбет.

— Не доверять тебе нет оснований:

Ведь то, что сделать мы должны, ты знаешь,

До мелочей.
Оригинальный текст (англ.)
1. But who did bid thee join with us?

3.                 Macbeth.

2. He needs not our mistrust, since he delivers

Our offices, and what we have to do,

To the direction just.

Поскольку дошедший до нас текст «Макбета», вероятно, подвергся значительному сокращению — эта странность могла иметь объяснение в утраченных фрагментах.

## Версии о личности персонажа
Среди реплик Третьего убийцы наибольшее внимание исследователей привлекла та, где он, по-видимому, выказывает необычную для случайного человека осведомлённость о привычках Банко и/или обычаях дворца («…he does usually, / So all men do, from hence to th' palace gate / Make it their walk»).
В истории постановок и осмыслений «Макбета» часто предпринимались попытки отождествить Третьего убийцу с другими персонажами трагедии — в том числе из соображений драматической экономии.
Наиболее прямолинейная версия — слияние роли Третьего убийцы с ролью Сейтона, оруженосца и приближённого Макбета. Она принята, к примеру, в спектакле восстановленного театра «Глобус» 2013 года (режиссёр — Ив Бест), где Сейтон выведен невозмутимо-хладнокровным пособником зла, и в телефильме Би-би-си 1983 года. При этом всё же остаётся неясным, почему Макбет сразу не сообщает Первому и Второму убийцам, что Сейтон отправится с ними.
Другая популярная версия, использованная, в частности, в фильмах «Макбет» Романа Полански (1971) и «Трагедия Макбета» Джоэла Коэна (2021) — отождествление Третьего убийцы с таном Россом. В обоих фильмах Росс представлен расчётливым, циничным оппортунистом, из чистой выгоды сперва принимающим сторону Макбета, а затем примыкающим к его противникам.
Более натянутое предположение — что Третьим убийцей был сам Макбет, оставшийся неузнанным благодаря переодеванию и упомянутому в тексте плохому освещению («— Закат полоской узкой догорает… — Эй вы, огня!.. — Кто факел потушил?»). Таким образом, в следующей сцене III, 4 Макбет только притворяется, будто впервые узнаёт от Первого убийцы о том, как прошло задуманное. Одно из возражений против такой гипотезы — чисто театральное: если принять её, актёру, исполняющему роль Макбета, пришлось бы дважды — перед сценой III, 3 и после неё — уходить и тут же снова появляться в другом костюме, чего Шекспир избегал.
В юмористическом рассказе Джеймса Тёрбера «The Macbeth Murder Mystery» (1937) действующие лица обсуждают вовсе несообразную версию, что под Третьим убийцей скрывается положительный герой пьесы, Макдуф.
Берта Д. Вайвз в статье 1933 года выдвинула гипотезу, что Третий убийца — прислужник, подосланный не Макбетом, но Леди Макбет тайком от мужа, чтобы проследить за исполнением его плана. Вайвз делает из реплик Леди Макбет вывод, что та хорошо поняла весьма прозрачные намёки супруга в сцене III, 2 («— Жена, ведь Банко жив и Флиенс тоже. — Но смертными их создала природа»), а в сценах после убийства Банко — знает, что произошло («Повторяю: Банко похоронен, ему не встать из могилы»).